# معامل الكابلاج
معامل الكابلاج هي منشآت صناعية متخصصة في إنتاج الأسلاك الكهربائية والمكونات الإلكترونية، وتُعد من أبرز القطاعات الصناعية في المغرب، خصوصًا في المناطق الصناعية مثل القنيطرة وطنجة والدار البيضاء. ورغم مساهمتها في توفير فرص عمل واسعة، فإنها تثير جدلاً واسعًا بسبب ظروف العمل التي يصفها البعض بأنها "عبودية قانونية".

عمال في أحد مصانع الكابلاج بالمغرب

## ظروف العمل
تنص المادة 184 من مدونة الشغل المغربية على أن مدة العمل القانونية لا تتجاوز 44 ساعة أسبوعيًا، مع وجوب احترام يوم راحة أسبوعي. إلا أن تقارير ميدانية تشير إلى تجاوز هذه الحدود، حيث يعمل العديد من العمال بين 8 إلى 12 ساعة يوميًا، مع تغيير مستمر في جدول العمل، وغياب التعويضات عن العمل في العطل والأعياد. بعض العمال يتلقون اتصالات في أيام الراحة تطالبهم بالحضور للعمل تحت التهديد بخصم الأجر أو فقدان الوظيفة.

## الأجور
وفقًا للمرسوم رقم 2.23.799 الصادر في أكتوبر 2023، فإن الحد الأدنى للأجر في النشاطات الصناعية هو 16.29 درهم للساعة. ومع ذلك، يتقاضى العديد من العمال أجورًا تتراوح بين 2500 و3000 درهم شهريًا، وهو مبلغ لا يكفي لتغطية تكاليف المعيشة، خصوصًا في ظل ارتفاع الأسعار. كما لا يتم تعويض الساعات الإضافية بشكل عادل، في مخالفة للمادة 353 من مدونة الشغل.

## وسائل النقل
توفر الشركات وسائل نقل جماعية للعمال، غالبًا ما تكون حافلات مكتظة وفي حالة ميكانيكية سيئة، مما يؤثر على صحة وسلامة العمال. تظهر علامات التعب والإرهاق على وجوههم نتيجة قلة النوم وسوء التغذية.

## العقود القانونية
المادة 15 من مدونة الشغل تلزم المشغل بتسليم العامل نسخة واضحة من العقد، لكن العديد من العمال يوقعون عقودًا غامضة دون فهم محتواها، أو يُجبرون على قبول شروط تعسفية. العقود غالبًا ما تغفل تفاصيل مهمة مثل التعويضات وساعات العمل الإضافية.

## النساء في معامل الكابلاج
تشكل النساء النسبة الأكبر من اليد العاملة في هذا القطاع، ويواجهن ظروفًا أكثر قسوة، تشمل التحرش، العمل وقوفًا أثناء الحمل، وغياب أي تعويضات عن الولادة، في مخالفة لقانون الشغل المغربي.

## الشروط التعسفية
من أبرز الممارسات المثيرة للجدل الاتصالات المتكررة في أيام الراحة، المطالبة بالعمل في الأعياد دون تعويض، والتهديد بفقدان العمل. رغم أن المادة 35 و36 من مدونة الشغل تجرم هذه الممارسات، إلا أن غياب الرقابة يجعلها مستمرة.

## الجوانب القانونية والرقابية
رغم وضوح النصوص القانونية، فإن ضعف آليات التفتيش وخوف العمال من فقدان وظائفهم يمنعهم من التبليغ عن الانتهاكات. هذا الوضع يجعل معامل الكابلاج مصدرًا للضغط النفسي والاجتماعي، كما حدث خلال جائحة كوفيد-19 حين اعتُبرت بعض هذه المعامل بؤرًا لتفشي الفيروس.

## فرص العمل
ورغم التحديات، توفر شركات الكابلاج فرص عمل واسعة، خصوصًا للشباب والنساء، مما يجعلها ملاذًا للعديد من الباحثين عن عمل.

## دعوات للتغيير
يطالب العمال بتدخل الوزارة المعنية، وتفعيل دور مصالح طب الشغل، وتشديد الرقابة على هذه المعامل لضمان احترام الحقوق العمالية، وتحسين ظروف العمل بما يتماشى مع القوانين الوطنية والدولية.